# De stercore Ennii

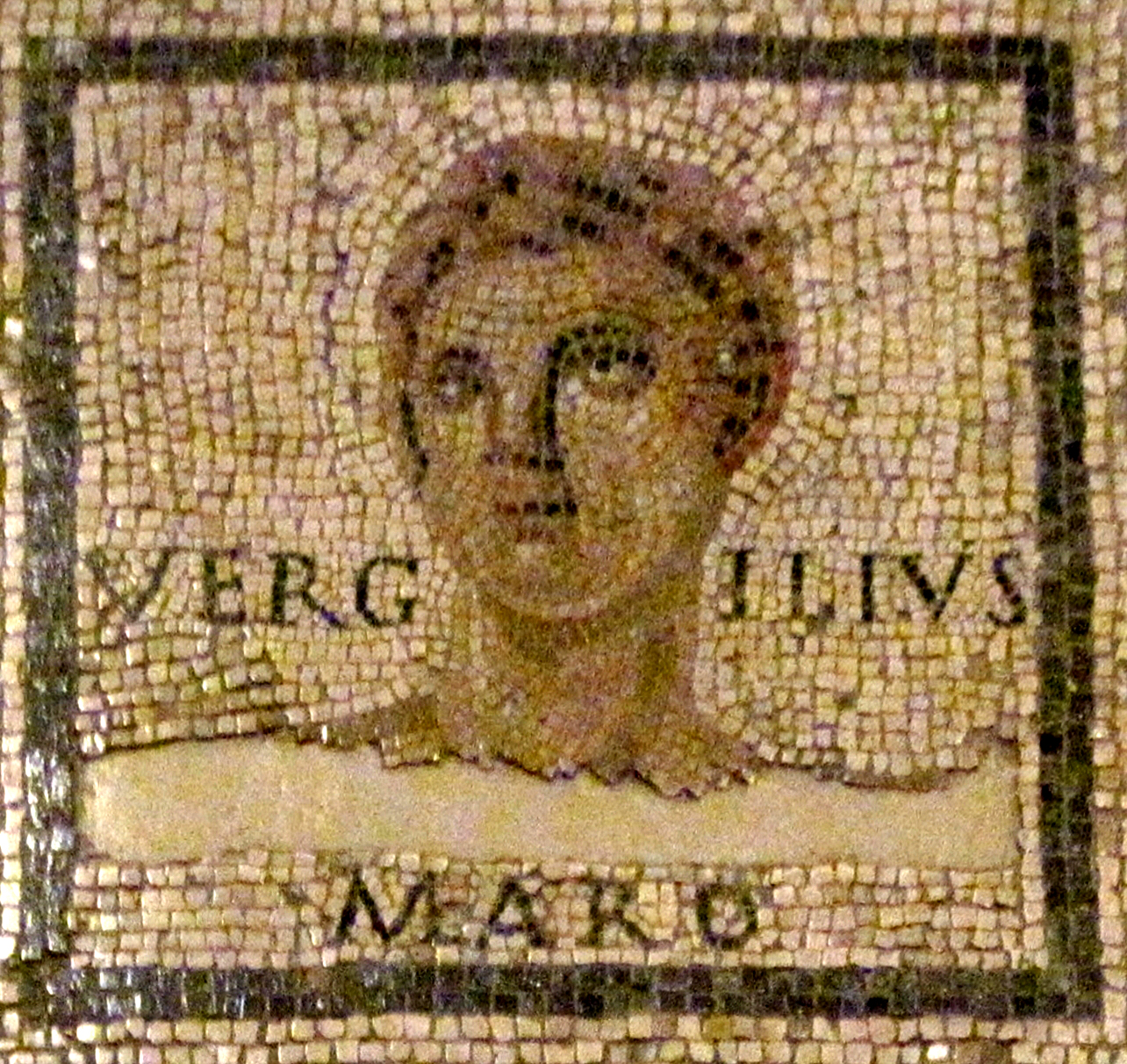
Rappresentazione di Virgilio (Monnus-Mosaic, Rheinisches Landesmuseum Treviri)

L'espressione De stercore Ennii, significa dallo sterco di Ennio, ed è attribuita a Virgilio. 
Tale aneddoto fu riportato per la prima volta da Elio Donato nella biografia di Virgilio da lui premessa al suo monumentale commento all'opera virgiliana, la cui diffusione garantì ampia risonanza all'aneddoto. Con tutta probabilità tale aneddoto è riconducibile alla perduta biografia virgiliana di Svetonio.
(Donat., Vit. Verg., p. 31.)
La frase è citata successivamente da Cassiodoro:
(Cassiod., De instit. div. litt., cap. I)

## Significato
Il riferimento letterario tiene conto della ricerca che Virgilio condusse sugli Annales di Ennio allo scopo di emulare e superare l'illustre predecessore, considerato all'epoca ancora un classico imprescindibile. Tale ricerca ebbe come risultato una ripresa in più punti anche letterale di versi enniani, che dai poeti dell'età augustea erano considerati rozzi e primitivi, ma che inseriti nel contesto epico del poema virgiliano danno ad esso una lieve ma necessaria patina di arcaismo.
La citazione ricorre ad indicare come il genio sia in grado di valorizzare e rivitalizzare dal passato quanto il mutare del gusto e delle mode tende a denigrare e dimenticare. 